# Святой грааль (почтовая марка)
«Святой грааль» (известна также как англ. «Z-grill», или «Бенджамин Франклин Z grill» («Benjamin Franklin Z Grill»)) — филателистическое название 1-центовой стандартной марки США, выпущенной в 1868 году (Sc #85A). Считается одной из самых редких и дорогих марок США.

## Описание
Одноцветная голубая почтовая марка дизайна 1861 года, выпуск 1868 года (иногда указывают как 1867 года выпуска) с изображением известного политического деятеля, первого генерального почтмейстера США Бенджамина Франклина. Сама по себе подобная 1-центовая марка была достаточно распространена в 1860-е годы. Особенность данной разновидности марки — тип вафелирования «Z» (примерно 11 на 14 мм, 13 или 14 на 18 точек, рёбра горизонтальны), применявшийся в очень ограниченных масштабах в течение первых двух недель 1868 года. Вафелирование почтовых марок — специальное прессование с выступами — было предложено Чарльзом Стилом, сотрудником Американской банкнотной компании (запатентовано 22 октября 1867 года) для предотвращения повторного использования марки путем смыва штемпельных оттисков. Согласно имеющимся сведениям, тип «Z» использовался в самом начале эмитирования почтовых марок, с 1 по 17 января 1868 года, до появления других типов вафелирования («D» и далее). Сама процедура вафелирования начала сходить на нет уже в 1870 году и полностью перестала использоваться к 1875 году.

## Известные экземпляры
На 2017 год достоверно известно о существовании только двух экземпляров данной почтовой марки (оба — гашёные). Один из них находился в коллекции Бенджамина Миллера, который в 1925 году пожертвовал свою полную коллекцию почтовых марок США XIX века Нью-Йоркской публичной библиотеке, где марка хранится до сих пор.
Второй экземпляр — единственный доступный коллекционерам — появился в поле зрения коллекционеров в 1957 году; этот экземпляр принадлежал в разное время таким коллекционерам как Лестер Брукман и Джерри Басс. В 1986 году марку купил Роберт Зеллнер за 418 тысяч долларов США, что стало на тот момент рекордной суммой, уплаченной за одну почтовую марку США. В октябре 1998 года марка была выкуплена у Роберта Зелнера на аукционе филателистическим дилером — компанией Mystic Stamp Company, за сумму, по разным источникам, от $850 000 до $935 000. На 1998 год это снова была рекордная цена, заплаченная за одну марку США. В 2005 году президент Mystic Stamp Company Дональд Сандман обменял эту марку финансисту Биллу Гроссу на квартблок марок «Перевёрнутая Дженни» с номером пластины (купленный за 2,97 млн долларов). Таким образом, на данный момент второй экземпляр находится в коллекции Билла Гросса (единственного коллекционера на 2017 год, имеющего на руках все почтовые марки США XIX века).

## Номер в каталоге
В каталоге Скотта марке присвоен номер 85A. Причина, по которой столь раритетная марка не имеет собственного номера, заключается в том, что номер одноцентовым маркам с Б. Франклином 1868 года был присвоен раньше, чем филателисты стали различать типы вафелирования. В начале XX века на них обратил внимание Уильям Стивенсон, который в промежуток с 1913 года по 1916 год выпустил ряд статей, описывающих различные типы вафелирования, их характеристики и размеры. При этом он заметил уникальность типа «Z». Классификация Стивенсона стала общепринятой, однако издатели каталога «Скотт» решили присвоить различным почтовым маркам с вафелированием типа «Z» не другой номер, а букву после номера (в данном случае — 85), чтобы избежать сдвига нумерации в дальнейшем. Под цифрой 85 в каталоге располагаются шесть марок (от A до F), в том числе другие весьма редкие марки, например: 10-центовая почтовая марка с портретом Джорджа Вашингтона и вафелированием типа «Z» (четыре известных экземпляра, 85D) и 15-центовая почтовая марка с портретом Авраама Линкольна и также вафелированием типа «Z» (два известных экземпляра, 85F).